# Krzysztof Kralka
Krzysztof Kralka (ur. 1960 w Międzylesiu) – polski saksofonista, kompozytor, aranżer i pedagog muzyczny.

## Życiorys
Ukończył studia na Wydziale Filozoficzno-Historycznym Uniwersytetu Łódzkiego i na Wydziale Jazzu i Muzyki Estradowej na Akademii Muzycznej w Katowicach. Laureat nagród na Festiwalach Muzyki Sakralnej "Cantate Deo", laureat indywidualnej nagrody na Międzynarodowym Festiwalu Jazzowym "Jazz Juniors". Koncertował wielokrotnie w kraju i za granicą.
Zajmuje się muzyką rockową, jazzową, filmową i sakralną. Współpracował m.in. z zespołami Rokosz, Farben Lehre, Big Warsaw Band, Loft, Vox Clamantis, Scholą Gregorianą z Ołtarzewa pod dyrekcją ks. Dariusza Smolarka.